# Царьград ТВ
Царьград ТВ — російський телеканал, створений російський бізнесменом Костянтином Малофєєвим у 2015 році. Позиціонує себе як консервативний інформаційно-аналітичний телеканал, що висвітлює події з точки зору православної більшости.
Прославився в медійному просторі неоднозначними акціями, як то рейтинг 100 русофобів 2016 та відеороликом, в якому пропонувалося оплатити квиток в один кінець геям, що вирішили покинути Росію. Такі акції могли нести репутаційні втрати для російської влади, через що канал не отримав владної підтримки. У березні 2017 року відбулися скорочення персоналу, а влітку були затримки із заробітною платнею. У 2017 році повідомляли про припинення мовлення телетрансляцій з 1 грудня 2017 року та перехід до інтернет-трансляцій.
У 2020 YouTube-канал був заблокований через санкції США. Навесні 2022 року повідомив про отримання неустойки в сумі 1 мільярда рублів через блокування ютуб-каналу. Цю суму було примусово стягнуто з рахунків Ґуґлу російськими судовими органами.